# Rhamphicarpa brevipedicellata
Rhamphicarpa brevipedicellata är en snyltrotsväxtart som beskrevs av O.J. Hansen. Rhamphicarpa brevipedicellata ingår i släktet Rhamphicarpa och familjen snyltrotsväxter. Inga underarter finns listade i Catalogue of Life.